# Пешетти, Джованни Баттиста
Джованни Баттиста Пешетти или Пескетти (итал. Giovanni Battista Pescetti; ок.1704, Венеция — 20 марта 1766, Венеция) — итальянский органист, клавесинист и композитор.

## Биография
Некоторое время Пешетти учился у Антонио Лотти. В 1726—1737 годах жил в Венеции, где почти ежегодно ставил свои новые оперы. Затем уехал в Лондон, стал музыкальным руководителем Оперы дворянства, обанкротившейся в 1737 году. В 1745 году вернулся в Венецию, где в 1762 году занял должность 2-го органиста (вицекапельмейстера) Собора Святого Марка, где служил до конца жизни.
Пешетти был в Венеции известным педагогом, среди его учеников — Йозеф Мысливечек и Антонио Сальери. Сочинил большое количество опер, но наиболее значительными его сочинениями считаются сонаты для клавесина, некоторые из которых исполняются и на органе, в том числе наиболее популярная соната до минор (эта последняя известна также в переложении для арфы Карлоса Сальседо).